# ديبرا إل. لي
ديبرا إل. لي (بالإنجليزية: Debra L. Lee) هي سيدة أعمال ومحامية أمريكية، ولدت في 8 أغسطس 1955 في فورت جاكسون ‏ في الولايات المتحدة.

## وصلات خارجية
- ديبرا إل. لي على موقع إن إن دي بي (الإنجليزية)